# Сібек (Вашингтон)
Сібек (англ. Seabeck) — переписна місцевість (CDP) в США, в окрузі Кітсеп штату Вашингтон. Населення — 1143 особи (2020).

## Географія
Сібек розташований за координатами 47°38′32″ пн. ш. 122°49′23″ зх. д. / 47.64222° пн. ш. 122.82306° зх. д. (47.642288, -122.823166).  За даними Бюро перепису населення США в 2010 році переписна місцевість мала площу 11,01 км², з яких 8,60 км² — суходіл та 2,41 км² — водойми.

## Демографія
Згідно з переписом 2010 року, у переписній місцевості мешкало 1105 осіб у 474 домогосподарствах у складі 341 родини. Густота населення становила 100 осіб/км².  Було 573 помешкання (52/км²).
Расовий склад населення:
| - 93,6 % — білих - 1,9 % — азіатів - 0,8 % — корінних американців - 0,5 % — чорних або афроамериканців |

До двох чи більше рас належало 3,1 %. Частка іспаномовних становила 3,4 % від усіх жителів.
За віковим діапазоном населення розподілялося таким чином: 16,2 % — особи молодші 18 років, 60,5 % — особи у віці 18—64 років, 23,3 % — особи у віці 65 років та старші. Медіана віку мешканця становила 52,6 року. На 100 осіб жіночої статі у переписній місцевості припадало 105,0 чоловіків;  на 100 жінок у віці від 18 років та старших — 101,7 чоловіків також старших 18 років.
Середній дохід на одне домашнє господарство  становив 88 365 доларів США (медіана — 77 404), а середній дохід на одну сім'ю — 117 212 долари (медіана — 101 667). За межею бідності перебувало 0,5 % осіб, у тому числі 0,0 % дітей у віці до 18 років та 0,0 % осіб у віці 65 років та старших.
Цивільне працевлаштоване населення становило 500 осіб. Основні галузі зайнятості: освіта, охорона здоров'я та соціальна допомога — 25,4 %, публічна адміністрація — 22,8 %, роздрібна торгівля — 14,2 %, виробництво — 11,6 %.